# Baroncea, Drochia
Baroncea este satul de reședință al comunei cu același nume din raionul Drochia, Republica Moldova.

## Geografie
Satul are o suprafață de circa 3.98 kilometri pătrați, cu un perimetru de 8.87 km. Distanța directă până în or. Drochia este de 11 km. Distanța directă până în or. Chișinău este de 145 km.

## Istorie

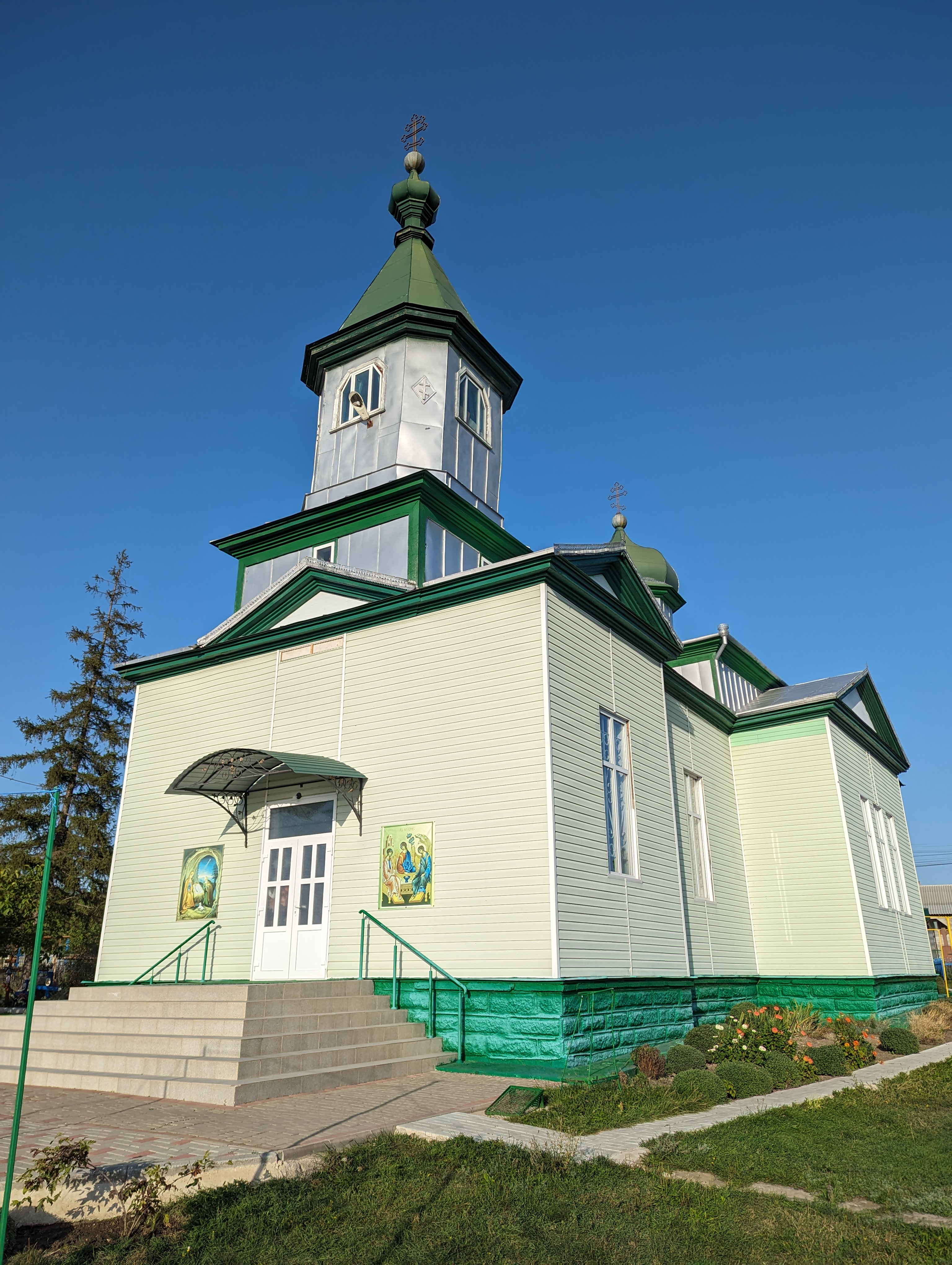
Biserica

Satul Baroncea a fost menționat documentar în anul 1723. În 1817 satul apare cu denumirea „Câșlă Chetrosu”, cu 69 de gospodării în proprietatea Mănăstirii Sf. Spiridon din Iași. În 1859 satul avea deja 198 gospodării cu 343 locuitori.
În perioada sovietică în localitate a fost organizată gospodăria colectivă „Calea spre comunism”, o fabrică a asociației „Moldplodovoșci” din Drochia, școala de 8 ani, Casa de cultură, bibliotecă, punct medical, grădiniță de copii, magazine.

## Demografie

### Structura etnică
Conform datelor recensământului populației din 2004, populația satului constituia 1461 de oameni, dintre care 45.59% – bărbați și 54.41% – femei.:
| Grup etnic                    | Populație | % Procentaj |
| ----------------------------- | --------- | ----------- |
| Băștinași declarați Moldoveni | 299       | 20.47%      |
| Ucraineni                     | 1 095     | 74.95%      |
| Ruși                          | 44        | 3.01%       |
| Țigani                        | 21        | 1.44%       |
| Alții                         | 2         | 0.14%       |
| Total                         | 1 461     |             |

## Personalități

### Născuți în Baroncea
- Israel Morgenstern (1903–1941), revoluționar rus, comunist evreu român și partizan sovietic